# Cristina Hauser
Cristina Maria Hauser da Costa Santos (* 10. Dezember 1956 in Lissabon) ist eine portugiesische Schauspielerin und Filmregisseurin. Sie schreibt alle Drehbücher für ihre Filme selbst.

## Leben
Nach dem Gymnasium in ihrer Heimatstadt studierte sie Geschichte an der Universität Lissabon (Abschluss 1980). Als Studentin überredeten sie Freunde, sich 1976 für das Casting zu Manoel de Oliveiras Filmprojekt Das Verhängnis der Liebe anzumelden. Sie wurde als weibliche Hauptdarstellerin in der außergewöhnliche Literaturverfilmung engagiert, die Ende 1978 auch als Miniserie auf RTP1 lief und danach (1979) in die Kinos in Frankreich und Portugal kam.
Ihr Debüt am Theater machte sie 1979, in Osório Mateus` Inszenierung von Wedekinds Tragédia Infantil (Frühlings Erwachen). Im Folgejahr war sie Mitbegründerin des Teatro da Cantina Velha und trat dort in der Hauptrolle von Strindbergs Menina Júlia (Fräulein Julie) selbst auf die Bühne, in der Gemeinschaftsinszenierung ihres neuen Theaterkollektivs.
Dennoch wurden fortan Film und Fernsehen ihr hauptsächliches Betätigungsfeld. Zunächst Regieassistentin für Luís Vidal Lopes 1980 gedrehte Fernsehserie Pedra a Pedra, gründete sie 1982 die Filmproduktionsgesellschaft A Quimera do Ouro und begann dort auch gleich ihre Tätigkeit als eigenverantwortliche Regisseurin.
1988 drehte sie den Fernsehfilm Longe, mit Schauspielern wie Ana Bustorff und Henrique Canto e Castro, der Kamera von Manuel Costa e Silva, und mit Pedro Ayres Magalhães als Schauspieler und Schöpfer der Filmmusik. Im gleichen Jahr trat sie vorerst das letzte Mal als Schauspielerin vor die Filmkamera, in Luis Vidal Lopes Pessoa-Verfilmung Mensagem.
Für ihren Kurzfilm O Passeio wurde sie beim Giffoni Film Festival 2001 ausgezeichnet. Seither wirkte sie auch als Regisseurin nicht mehr nennenswert.

## Filmografie

### Regie
- 1983: A Mulher do Filósofo (Kurzfilm, auch Darstellerin)
- 1984: Junqueira (Kurzfilm, auch Darstellerin)
- 1987: Confidências (Kurzfilm)
- 1989: Longe (Fernsehfilm)
- 2000: O Passeio (Kurzfilm)
- 2001: Miosotis (Kurzfilm)

### Darstellung
- 1979: Das Verhängnis der Liebe (Amor der Perdição); Regie: Manoel de Oliveira (1978 auch als Fernsehmehrteiler)
- 1982: Pedra a Pedra (Fernsehserie)
- 1983: A Mulher do Filósofo (Kurzfilm, auch Regie)
- 1984: Junqueira  (Kurzfilm, auch Regie)
- 1986: Ein portugiesischer Abschied (Um Adeus Português); Regie: João Botelho
- 1988: Mensagem; Regie: Luis Vidal Lopes